# 夏季熱
《夏季熱》是Tizzy Bac的第二張單曲，於2005年8月1日發行。

## 曲目
1. 夏季熱
  - 作詞／作曲：Tizzy Bac
  - 無收錄於專輯中
2. 呵，愛
  - 作詞／作曲：Tizzy Bac
  - 無收錄於專輯中
3. 抽筋的胃
  - 作詞／作曲：Tizzy Bac
  - 無收錄於專輯中